# Championnat d'Estonie de football 1993-1994
Navigation
Saison précédente Saison suivante
La saison 1993-1994 du Championnat d'Estonie de football était la 3e édition de la première division estonienne à poule unique, la Meistriliiga. Les 12 clubs jouent les uns contre les autres lors de rencontres disputées en matchs aller et retour.
C'est le FC Flora Tallinn qui remporte le championnat après avoir battu le double champion en titre, le FC Norma Tallinn, lors d'une finale organisée après que les 2 clubs sont arrivés à égalité de points en tête du championnat. C'est le premier titre de champion d'Estonie de son histoire.

## Les 12 clubs participants
| - FC Flora Tallinn - FC Norma Tallinn - Tallinna Sadam - Promu de D2 - FC Nikol Tallinn - JK Eesti Põlevkivi Jõhvi - FC Tevalte Tallinn (anciennement KSK Vigri Tallinn) | - FC Narva Trans - Spordis ESDAG Tartu - JK Dünamo Tallinn - JK Maag Tartu - JK Kalev Sillamäe - JK Tervis Pärnu - Promu de D2 |

## Compétition

### Classement
Le barème de points servant à établir le classement se décompose ainsi :
- Victoire : 2 points
- Match nul : 1 point
- Défaite : 0 point

| Rang | Équipe                   | Pts | J  | G  | N | P  | Bp | Bc  | Diff |
| ---- | ------------------------ | --- | -- | -- | - | -- | -- | --- | ---- |
| 1    | FC Norma Tallinn T C     | 36  | 22 | 17 | 2 | 3  | 69 | 11  | +58  |
| 2    | FC Flora Tallinn         | 36  | 22 | 15 | 6 | 1  | 61 | 9   | +52  |
| 3    | FC Tevalte Tallinn       | 34  | 22 | 15 | 4 | 3  | 70 | 9   | +61  |
| 4    | FC Nikol Tallinn         | 33  | 22 | 15 | 3 | 4  | 49 | 19  | +30  |
| 5    | FC Narva Trans           | 30  | 22 | 12 | 6 | 4  | 50 | 16  | +34  |
| 6    | Sadam Tallinn P          | 25  | 22 | 11 | 3 | 8  | 38 | 26  | +12  |
| 7    | JK Eesti Põlevkivi Jõhvi | 24  | 22 | 9  | 6 | 7  | 39 | 16  | +23  |
| 8    | Spordis ESDAG Tartu      | 14  | 22 | 6  | 2 | 14 | 22 | 59  | -37  |
| 9    | JK Tervis Pärnu P        | 12  | 22 | 5  | 2 | 15 | 18 | 47  | -29  |
| 10   | JK Dünamo Tallinn        | 12  | 22 | 5  | 2 | 15 | 25 | 54  | -29  |
| 11   | JK Maag Tartu            | 5   | 22 | 2  | 1 | 19 | 12 | 101 | -89  |
| 12   | JK Kalev Sillamäe        | 3   | 22 | 1  | 1 | 20 | 11 | 97  | -86  |

|  | Qualifié pour le barrage pour le titre      |
|  | Qualifié pour la Coupe des Coupes 1994-1995 |
|  | Qualifié pour la Coupe UEFA 1994-1995       |
|  | Relégation en Esiliiga                      |

### Matchs

#### Barrage pour le titre
|  | FC Flora Tallinn                 | 5 - 2 | FC Norma Tallinn |  |  |
|  | Zelinski , · Linnumäe · Kallaste |       | Buteurs inconnus |  |  |

## Bilan de la saison
| Tableau d'Honneur                 |                  |
| Compétition                       | Vainqueur        |
| Championnat d'Estonie de football | FC Flora Tallinn |
| Coupe d'Estonie de football       | FC Norma Tallinn |

| Qualifications européennes |                  |
| Coupe des Coupes 1994-1995 | Qualifié         |
| Tour préliminaire          | FC Norma Tallinn |
| Coupe UEFA 1994-1995       | Qualifié         |
| 1er tour                   | FC Flora Tallinn |

| Promotion et relégation |                                                                                      |
| Relégués en Esiliiga    | JK Tervis Pärnu JK Dünamo Tallinn JK Maag Tartu JK Kalev Sillamäe FC Tevalte Tallinn |
| Promus en Meistriliiga  | JK Vaprus Pärnu                                                                      |